# Pārt Kolā
Pārt Kolā (persiska: پارت كلا, پارت كُلا, پارت كَلا, Pārt-e Kolā) är en ort i Iran.   Den ligger i provinsen Mazandaran, i den norra delen av landet, 180 km öster om huvudstaden Teheran. Pārt Kolā ligger 763 meter över havet och antalet invånare är 221.
Terrängen runt Pārt Kolā är huvudsakligen kuperad, men österut är den bergig. Runt Pārt Kolā är det ganska tätbefolkat, med 111 invånare per kvadratkilometer. Närmaste större samhälle är Kīāsar, 18,9 km nordost om Pārt Kolā. I omgivningarna runt Pārt Kolā växer i huvudsak blandskog.